# 29484 Honzaveselý
29484 Honzaveselý è un asteroide della fascia principale. Scoperto nel 1997, presenta un'orbita caratterizzata da un semiasse maggiore pari a 2,5580678 UA e da un'eccentricità di 0,1127200, inclinata di 4,36874° rispetto all'eclittica.